# Paul Shaffer
 (avril 2019).
Si vous disposez d'ouvrages ou d'articles de référence ou si vous connaissez des sites web de qualité traitant du thème abordé ici, merci de compléter l'article en donnant les références utiles à sa vérifiabilité et en les liant à la section « Notes et références ».
Pour les articles homonymes, voir Shaffer.
Paul Shaffer, né le 28 novembre 1949 à Thunder Bay (Ontario, Canada), est un musicien et compositeur canadien. Il dirige depuis 1982 le CBS Orchestra, orchestre des émissions nocturnes successives de David Letterman que sont le Late Night with David Letterman et le Late Show with David Letterman. En marge de sa carrière musicale, il a joué quelques petits rôles au cinéma et à la télévision.

## Biographie
Paul Shaffer commence sa carrière en 1972, en devenant directeur musical de la comédie musicale Godspell puis de l'émission Saturday Night Live (sur NBC) de 1975 à 1980.
En 1982, il devient pianiste et meneur de The World's Most Dangerous Band, qui deviendra plus tard le CBS Orchestra, orchestre de la célèbre émission de David Letterman, Late Night with David Letterman.
Il a publié deux albums Coast to Coast en 1989 (nommé aux Grammy Awards) et The World's Most Dangerous Party en 1993 et s'est également illustré par ses collaborations, en tant que musicien de session, avec Cyndi Lauper, Grand Funk Railroad, Yoko Ono, B.B. King, Diana Ross et d'autres artistes.

## Filmographie
- 1998 : Blues Brothers 2000 de John Landis (Paul - chanteur et pianiste de Queen Mousette)
- 2015 : A Very Murray Christmas de Sofia Coppola (direction musicale et apparition dans son propre rôle)
- 2013 : How I Met Your Mother (saison 8 - épisode 15 : apparition dans son propre rôle)
- 2025 : Spinal Tap 2: The End Continues de Rob Reiner